# Levoča
Levoča és una ciutat d'Eslovàquia. Es troba a la regió de Prešov, és capital del districte de Levoča.

## Història
Levoča fou en els seus orígens un poble eslau. Després de les invasions tàtares el 1241 la regió quedà ocupada per poblacions germàniques. La menció més antiga de Levoča es remunta al 1249 (amb el nom de Leucha) en una carta de Bela IV. El 1271, Levoča esdevingué la capital dels saxons de Spiš i el 1371 aconseguí l'estatus de ciutat reial.
Està inscrita al Patrimoni de la Humanitat de la Unesco des del 28 de juny del 2009 com a extensió del territori del castell de Spiš.

## Demografia
| Godina             | 1994   | 2004   | 2014   | 2024   |
| ------------------ | ------ | ------ | ------ | ------ |
| Nombre de persones | 13.548 | 14.604 | 14.783 | 13.905 |
| Diferència         |        | +7,79% | +1,22% | −5,93% |

| Godina             | 2023   | 2024   |
| ------------------ | ------ | ------ |
| Nombre de persones | 13.944 | 13.905 |
| Diferència         |        | −0,27% |

## Ciutats agermanades
- Litomyšl, República Txeca
- Stary Sącz, Polònia
- Kalwaria Zebrzydowska, Polònia
- Łańcut, Polònia
- Keszthely, Hongria

## Galeria d'imatges

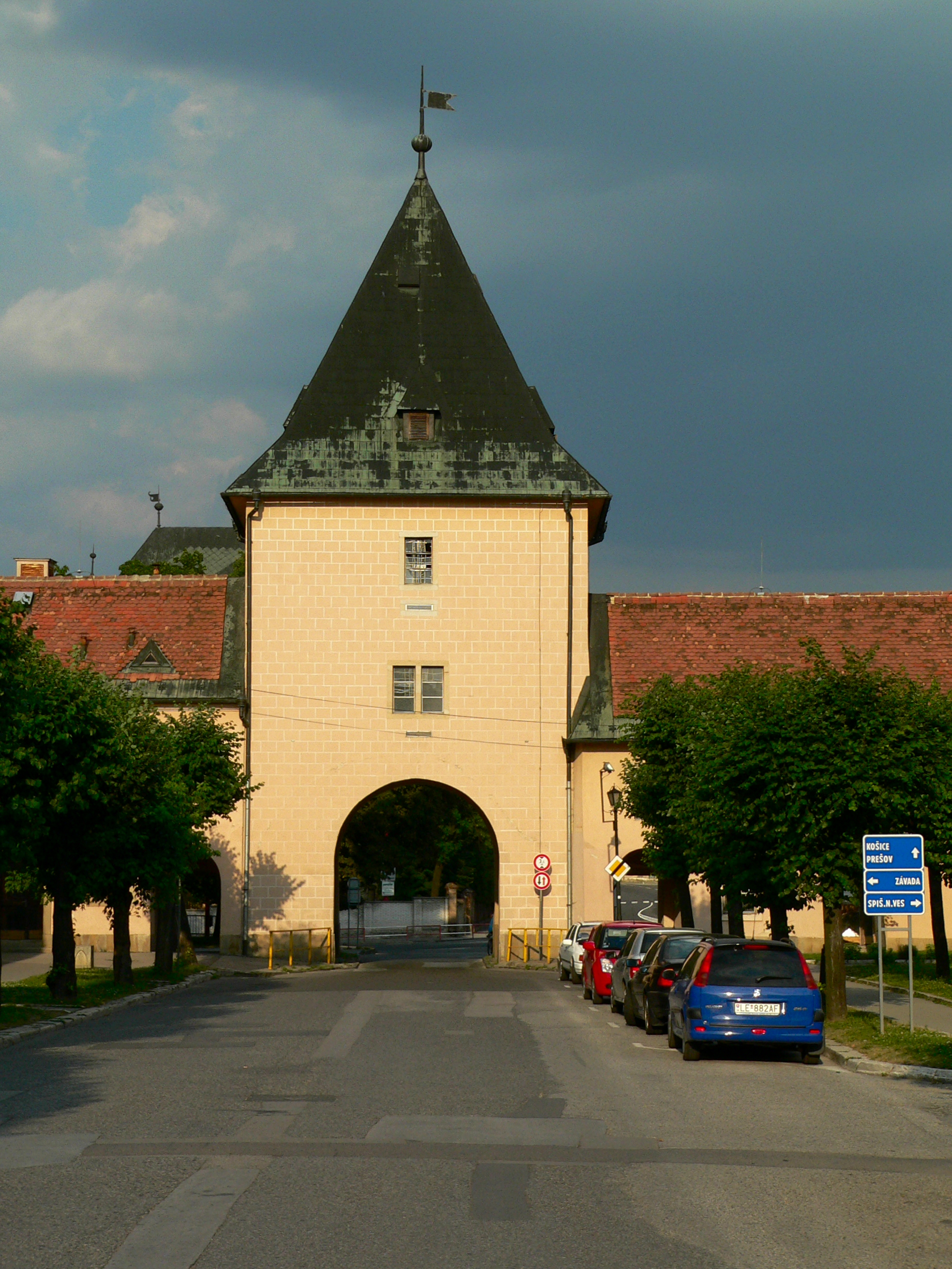
Porta de Košice
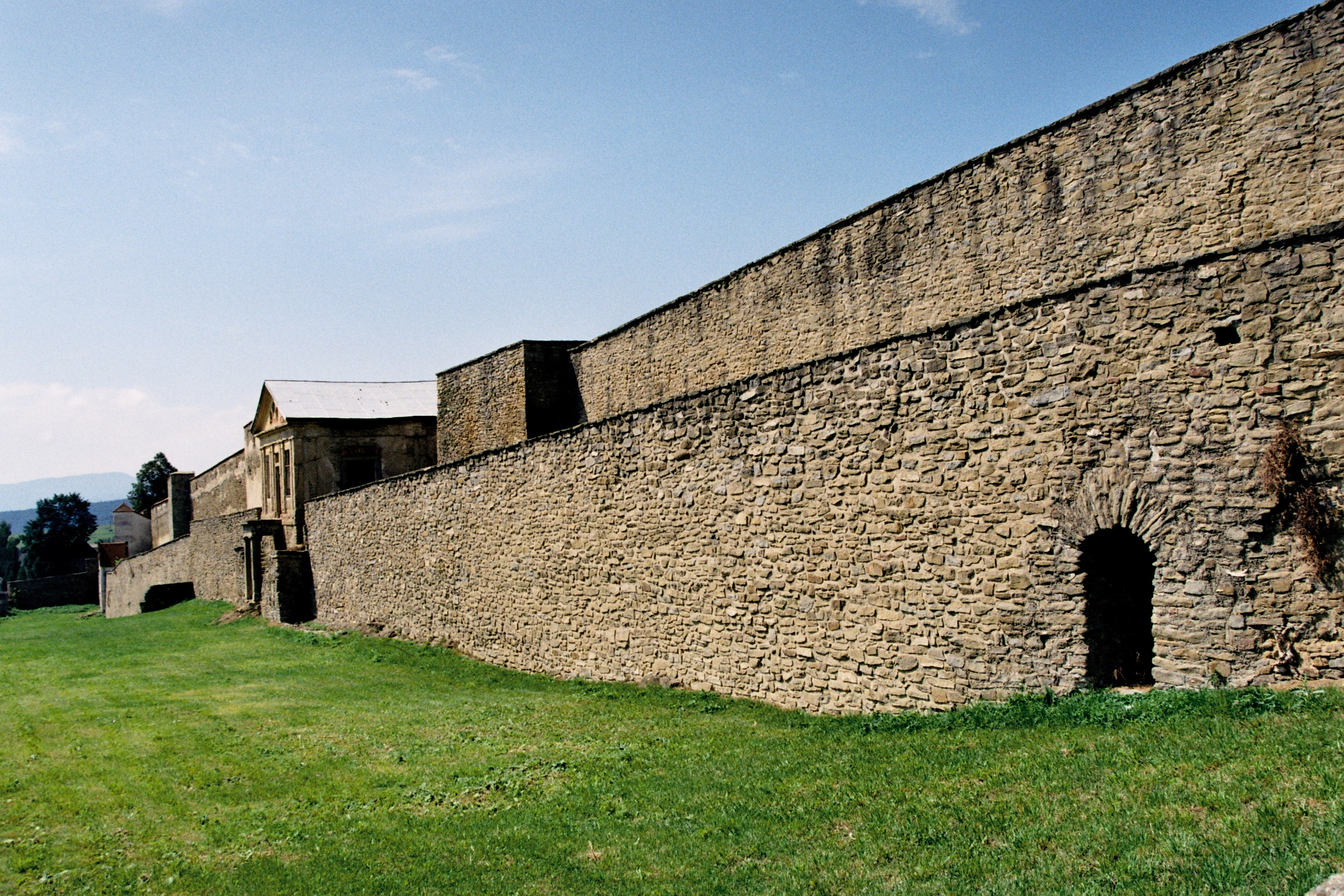
Mur de Levoča
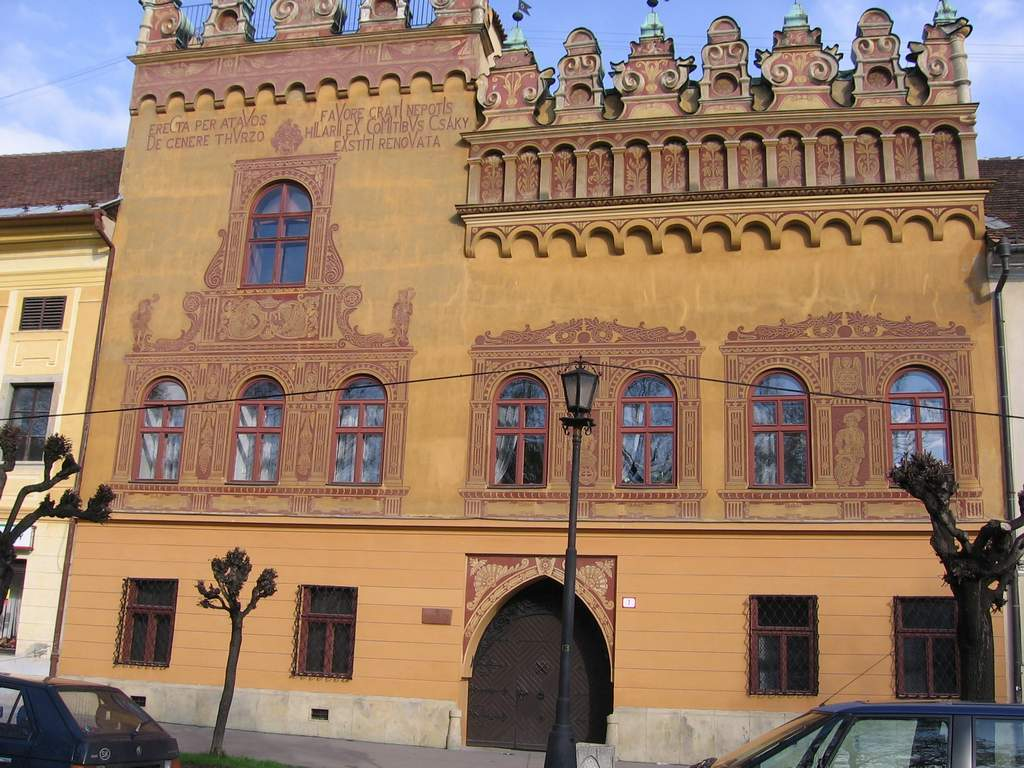
Casa de Thurzo
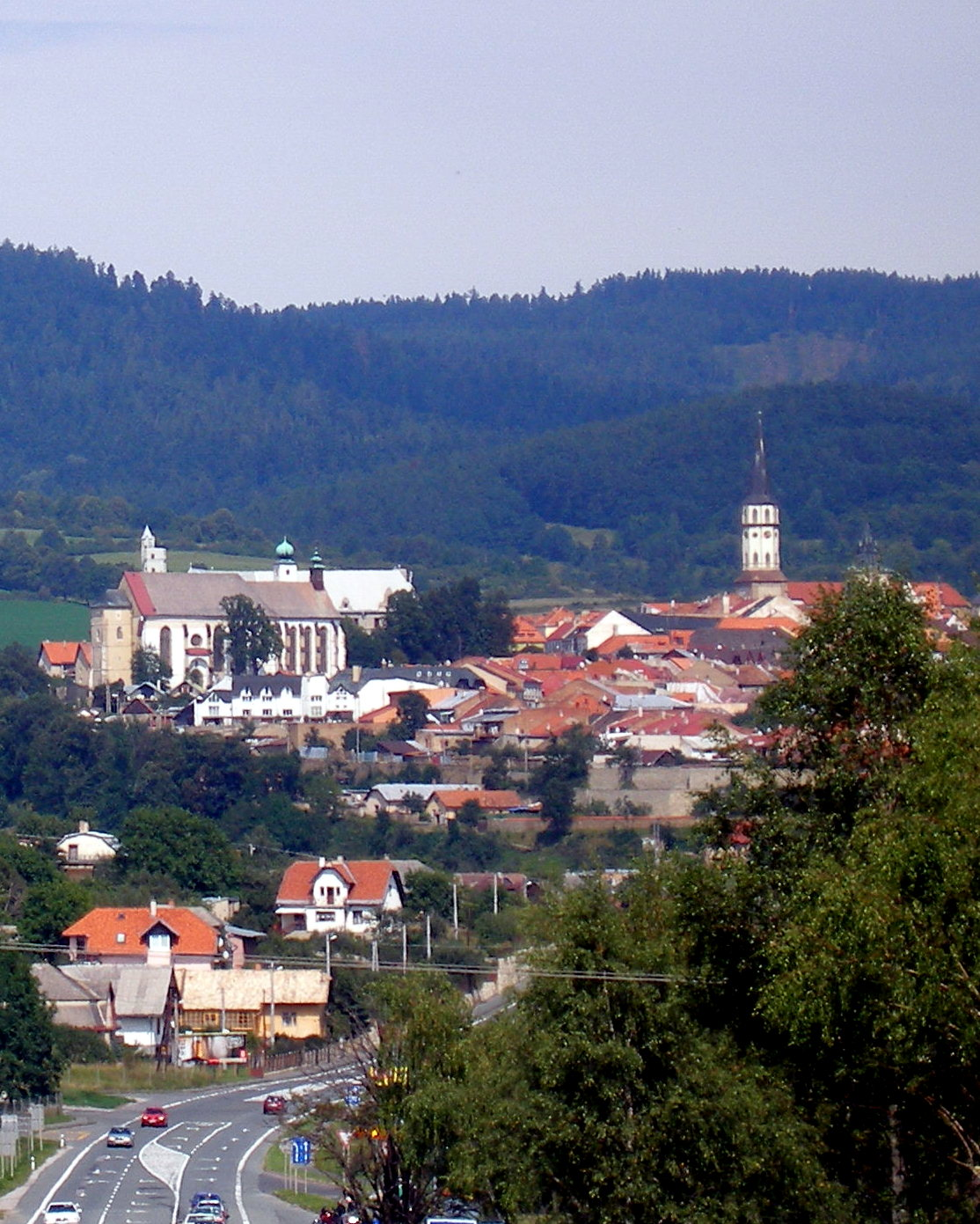
Carretera 50 a l'alçada de Levoča

1. 1 2  «Počet obyvateľov podľa pohlavia - obce (ročne) [om7101rr_obce=AREAS_SK]».   Statistical Office of the Slovak Republic, 31-03-2025. [Consulta: 31 març 2025].